# Bilderbuch (Band)
Bilderbuch ist eine österreichische Musikgruppe, die 2005 in Oberösterreich gegründet wurde und seit 2008 von Wien aus agiert. Ihre Musik zeigt Einflüsse aus verschiedenen Genres, u. a. Indie-Rock, Art-Pop und Hip-Hop. Bilderbuch zählen zu den erfolgreichsten österreichischen Popacts im deutschsprachigen Raum. Sie haben bisher sieben Studioalben veröffentlicht.

## Geschichte

### Gründungsjahre
Die Band wurde Anfang 2005 von den Teenagern Maurice Ernst (Gesang, Gitarre), Peter Horazdovsky (Bass), Andreas Födinger (Schlagzeug) und Klemens Kranawetter (Gitarre) gegründet. Ernst und Kranawetter besuchten zu dieser Zeit die Klosterschule in Kremsmünster, Horazdovsky und Födinger jene in Schlierbach. Ende 2007 wurden Zebo Adam und Manfred Franzmeier (damals beide Mitglieder der Band Russkaja) auf die Gruppe aufmerksam und begannen 2008 mit ihnen an den Arbeiten an ihrem Debütalbum. Im Herbst desselben Jahres verließ der Gitarrist Klemens Kranawetter aus persönlichen Gründen die Band und wurde durch Michael Krammer ersetzt.

### Erste Erfolge mit Indie-Rock
Im Sommer 2009 erschien das Debütalbum Nelken & Schillinge bei dem Indie-Label „Schoenwetter Schallplatten“. Die Single Calypso stieg auf Platz 4 der Austrian Indie Charts ein und befindet sich außerdem auf der FM4 Soundselection 21. Es folgten regelmäßiges Airplay auf dem österreichischen Jugendradio-Sender FM4, sowie nationale und internationale Auftritte (Frequency, Two Days a Week u. a.). Über Nelken & Schillinge schrieb der Musikexpress: „Ein Album zwischen Rocktheater, Drogenrock und Dadaismus“. Visions meinte: „Treibend, nicht zu zickig, wiedererkennbar und tanzflächentauglich“. Im Sommer 2010 veröffentlichten Bilderbuch die Bitte, Herr Märtyrer EP mit Remixes von Nelken & Schillinge. Teilnehmende Künstler waren u. a. I Heart Sharks, Dirty Disco Youth und A.G. Trio.
Die Single Karibische Träume wurde im Jänner 2011 veröffentlicht. Das Video zur Single wurde vom Regisseur Antonin B. Pevny, der u. a. bereits mit Moby zusammengearbeitet hat, in den österreichischen Alpen gedreht. Es diente als Inspiration für das Musikvideo zu Auf und davon von Casper, auf dessen „Hinterland Tour 2014“ Bilderbuch neben Portugal. The Man im Vorprogramm auftraten. Das Konzeptalbum Die Pest im Piemont erschien am 18. März 2011 (Schoenwetter Schallplatten/Ink Music) und brachte Bilderbuch erneut positive Kritiken ein. Karl Fluch von Der Standard bezeichnete Bilderbuch als „eine der aufregendsten neuen Bands Österreichs“. Der Falter schrieb über das Album Die Pest im Piemont: „Es existiert in einer kleinen Kunstwelt für sich und überzeugt durch Texte zwischen Parole und Poesie, wie sie manchen Diskursrockern in langen Karrieren nicht vergönnt sind“. Es folgten Festival-Auftritte (Dockville, Popkomm, Obstwiesenfestival u. a.) und eine größere Tour durch Österreich, Deutschland und die Schweiz. Im November 2012 verließ der Schlagzeuger Andreas Födinger die Band.

### Stilwechsel und Durchbruch
Anfang des Jahres 2013 stieg der Hip-Hop- und R&B-Schlagzeuger Philipp Scheibl in die Band ein. Im Juni 2013 wurde die Single Plansch (von der EP Feinste Seide) veröffentlicht, die in die FM4-Charts einstieg. Noisey / Music by VICE schrieb nach dem Release von Plansch: „Maurice, Peter, Mike und Pille sind die Lässigkeit in Person. Bilderbuch sind wohl die einzigen neben Kanye West, die Autotune verwenden können, ohne absolut beschissen zu klingen – und das auch noch auf Deutsch“. Die ZIB 24 bezeichnete die Single als „alternativen Sommerhit des Jahres“.

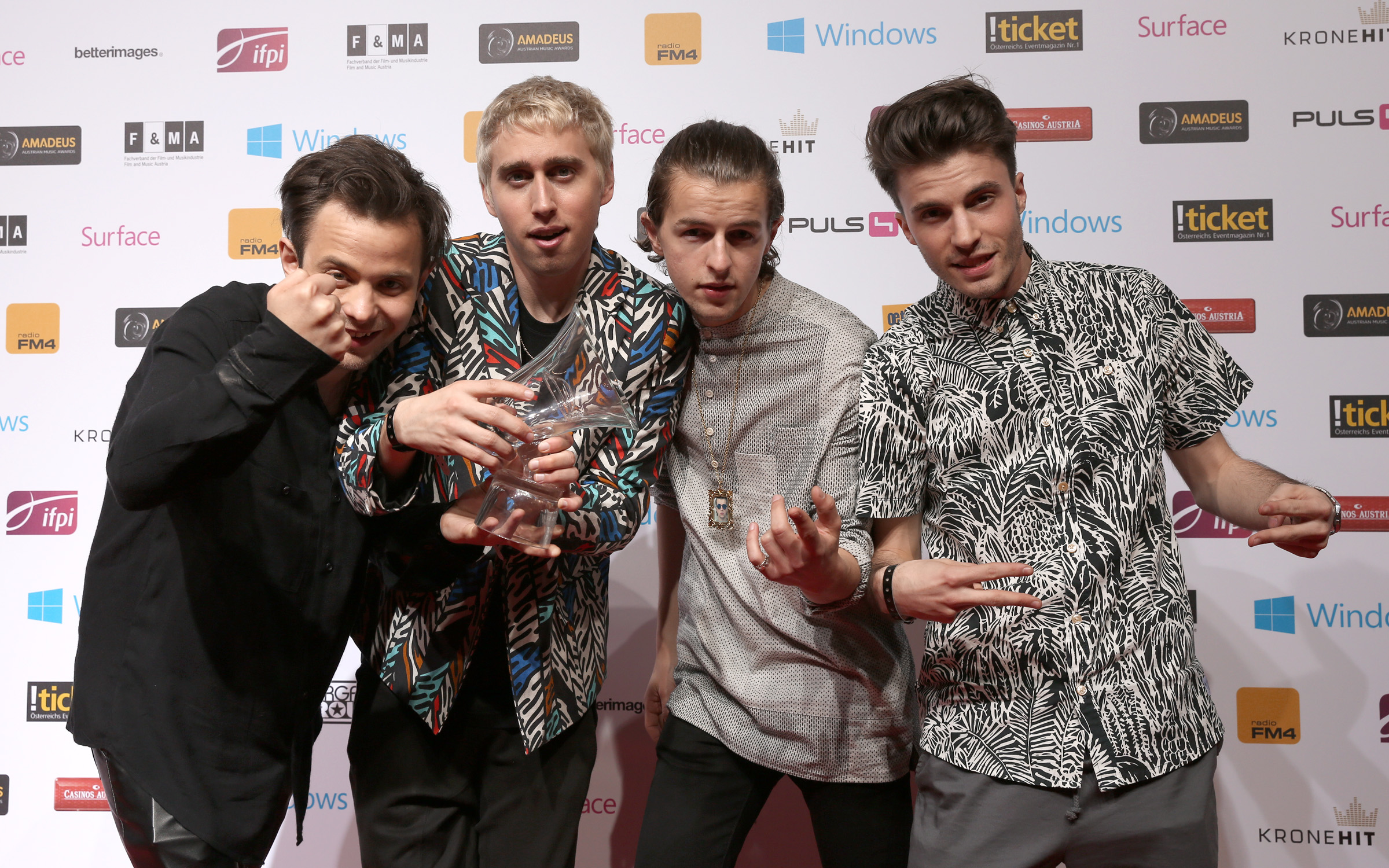
Bilderbuch mit dem Amadeus Award 2014

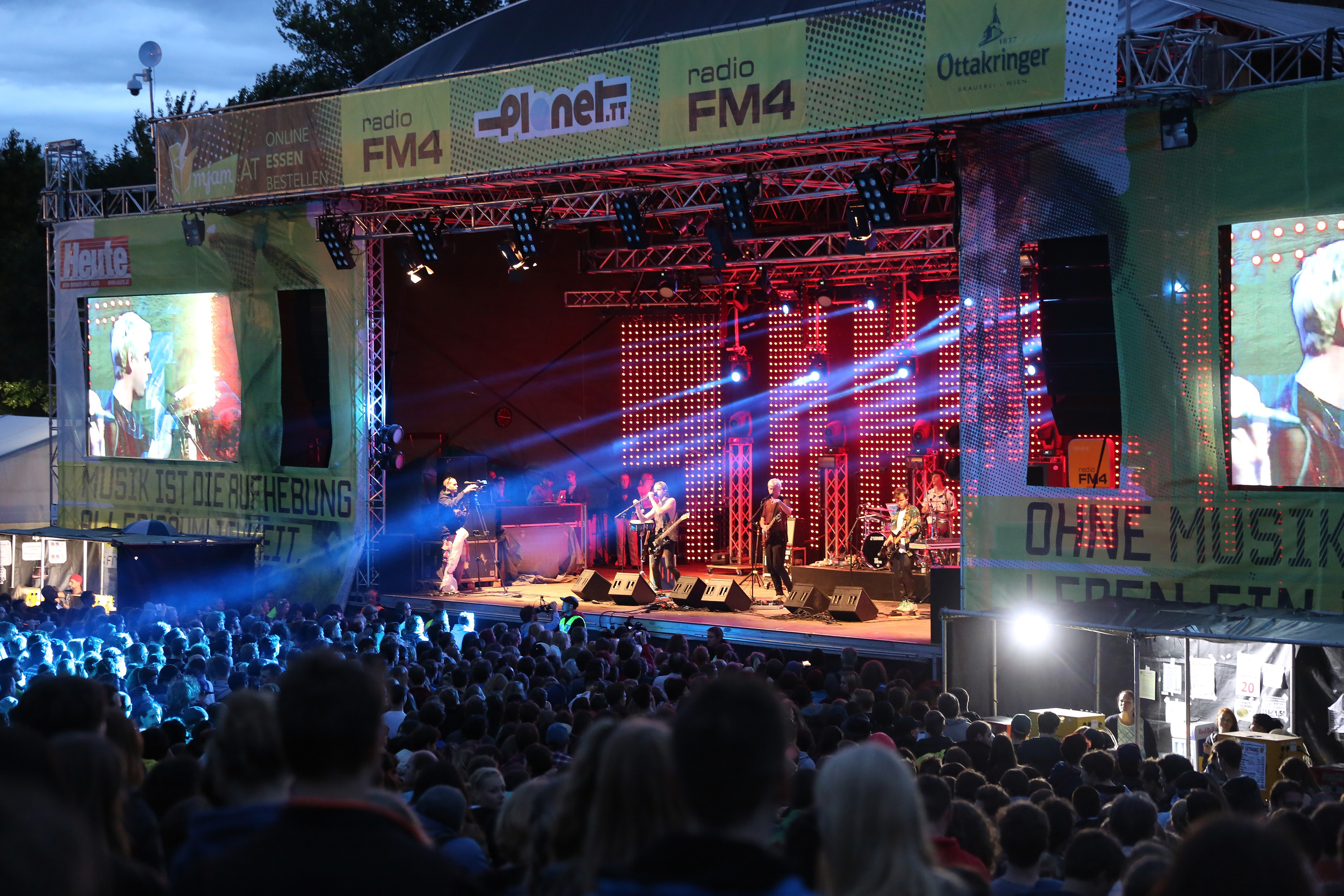
Bilderbuch am Donauinselfest 2014

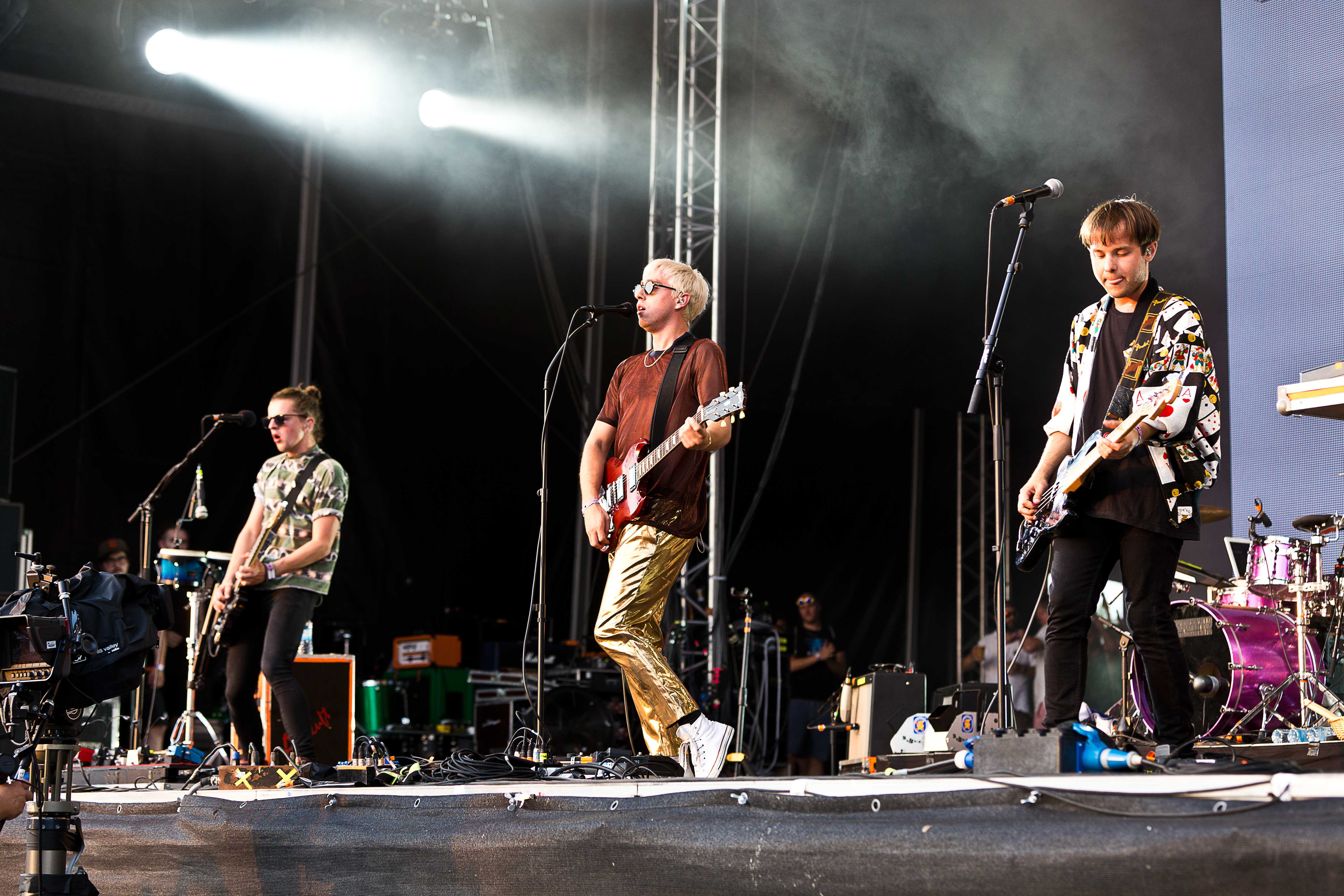
Bilderbuch am Melt-Festival 2015

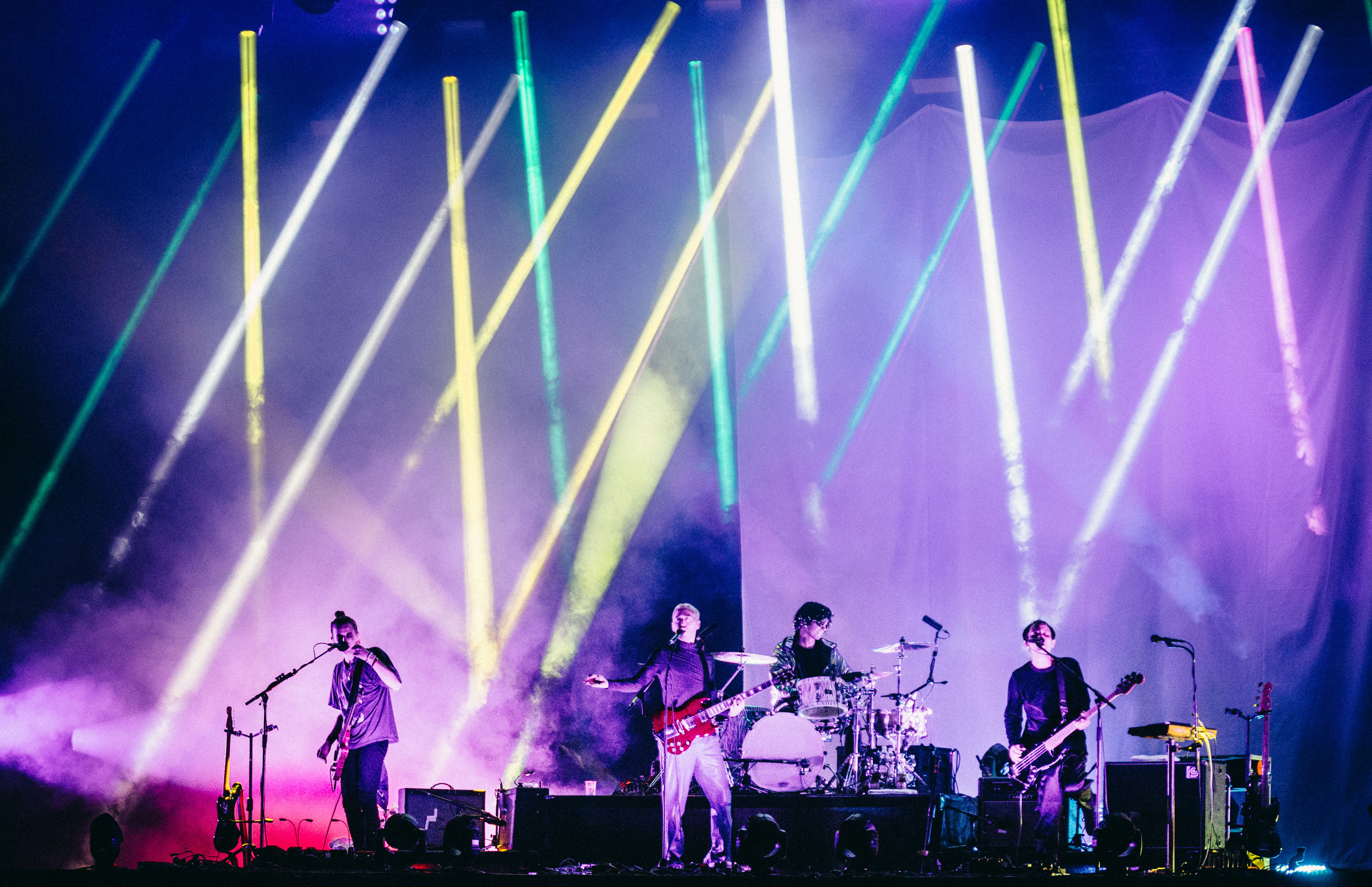
Bilderbuch am Air-&-Style-Festival 2017 in Innsbruck

Im Oktober 2013 erschien die zweite Single Maschin auf dem neugegründeten Label der Band „Maschin Records“. Maschin löste eine Welle an positiven Reaktionen aus. Das Feuilleton der Süddeutschen Zeitung lobte: „...wenn der Pop so gut ist, wie er es nur selten sein kann: Es fehlen die Worte, um dies zu beschreiben. Diese Musik ist geil, weil sie geil ist. Man muss das hören“. Der Kultursender Österreich 1 urteilte: „Bilderbuch wissen, was gute Pop-Musik ausmacht“. Flux FM meinte: „Maschin – einer der größten Hits in deutscher Sprache“. Wegen seiner „hervorragenden Arbeit mit dem bewegten Bild“ (“superb work with the moving image”) war das Video zu Maschin u. a. beim „Miami International Film Festival“ nominiert und wurde unter die weltweit besten zehn in der Kategorie „Music Video“ gewählt. Beim Kurzfilmfestival Vienna Independent Shorts im Mai 2014 wurde das Video als bestes österreichisches Musikvideo ausgezeichnet.
Die Single Maschin findet sich auch an der Spitze diverser Bestenlisten des Jahres 2013. Noisey / Music by VICE wählte Maschin in die Top 3 ihrer Jahrescharts. Im Musikexpress war Maschin der höchstplatzierte deutschsprachige Titel des Jahres. FM4, Puls (der Jugendsender des Bayerischen Rundfunks), sowie tape.tv vergaben Maschin den ersten Platz in ihren Jahrescharts. Spotify setzte Bilderbuch daraufhin auf seine „Spotlight on 2014“ Liste, die die vielversprechendsten Acts für das Jahr 2014 umfasst. Beim Amadeus Austrian Music Award 2014 waren Bilderbuch viermal nominiert, so oft wie kein anderer Act. Sie gewannen mit dem FM4-Award den Publikumspreis. Maschin wurde im Jahr 2020 vom Popkulturmagazin The Gap im Rahmen des AustroTOP-Rankings auf Platz 2 der „100 wichtigsten österreichischen Popsongs“ gewählt.
Die Singles Spliff und OM erschienen jeweils mit einem Musikvideo als Vorab-Release zum dritten Album der Band. Für das Video OM wurde Lina Simon (Idee, Konzept & Creative Direction) neben den Videoverantwortlichen von Deichkind und Die Fantastischen Vier für einen Theodor König Award nominiert, der im Rahmen des Echo (Musikpreis) erstmals 2015 in Berlin verliehen wurde. Am 27. Februar 2015 veröffentlichten Bilderbuch das Album Schick Schock. Seit März 2015 tourte die Band mit Support Mavi Phoenix durch Österreich, Deutschland und die Schweiz, ehe die vier bei ihrem letzten Konzert im Rahmen dieser Tour am 10. Jänner 2016 im Grazer Orpheum ankündigten, eine künstlerische Schaffenspause einzulegen.
Für den Amadeus Austrian Music Award 2016 waren sie in den Kategorien Band des Jahres, Album des Jahres, Live Act des Jahres sowie der Genre-Kategorie Pop / Rock, für den FM4 Award und für den Tonstudiopreis nominiert. Ausgezeichnet wurden sie für das Album des Jahres, außerdem erhielten sie den Tonstudiopreis.
Das Stück Spliff wird im Film A Cure for Wellness von Gore Verbinski verwendet. Im September 2017 war Spliff im Rahmen der London Fashion Week auch bei der Präsentation der Frühlingskollektion des Modelabels Versace zu hören. „A tune which she had become obsessed while watching A Cure for Wellness on Netflix“, erklärte das Magazin Vogue, wie Donetalla Versace Spliff für sich entdeckt hatte.

### Anhaltender kommerzieller Erfolg mitMagic Life

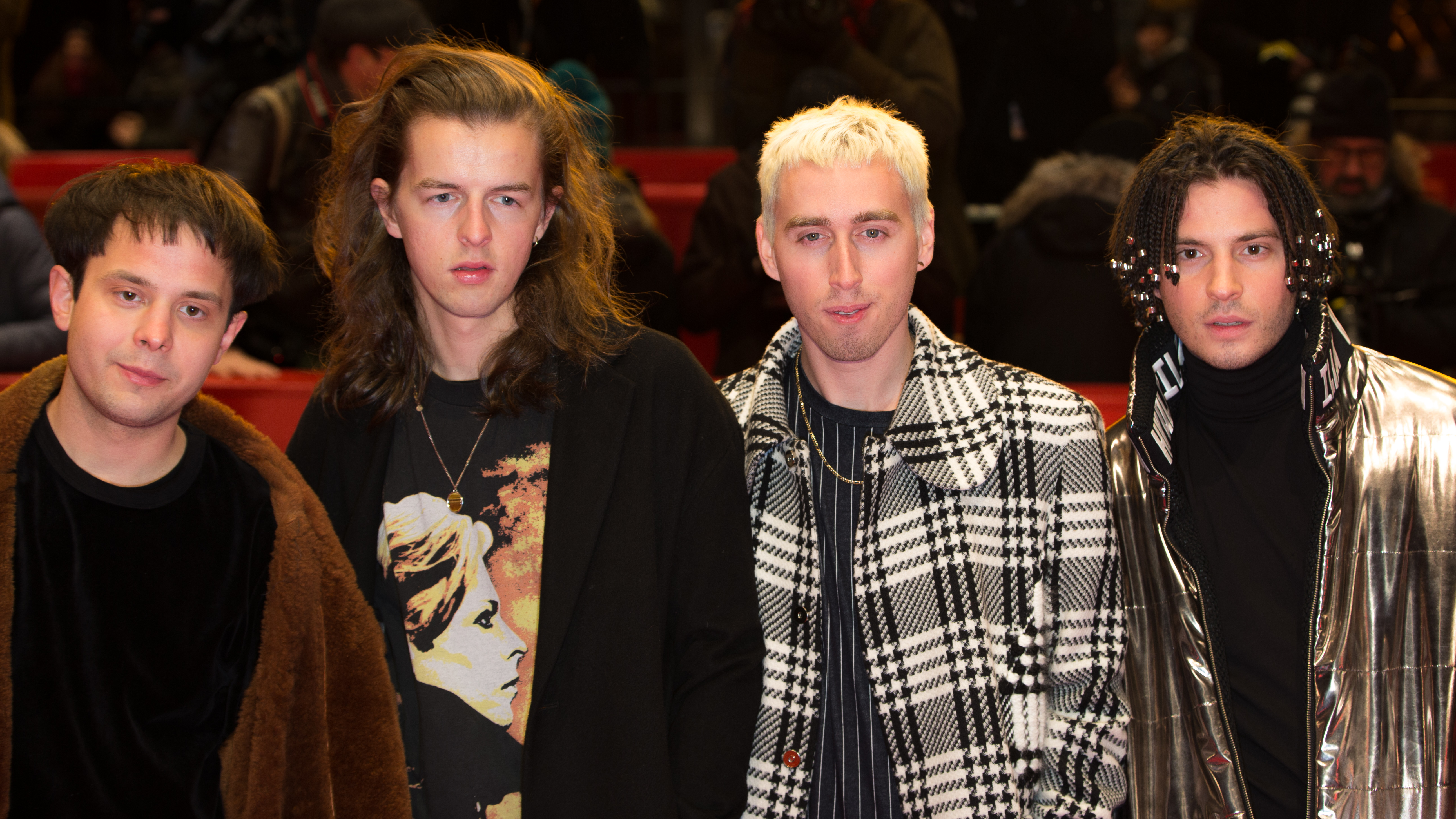
Bilderbuch auf der Berlinale 2017

Am 17. Februar 2017 wurde das Album Magic Life veröffentlicht. Vorab erschienen sind bis Jänner 2017 die Singles Sweetlove, I ♥ Stress, Erzähl deinen Mädels ich bin wieder in der Stadt und Bungalow.
Die Songs Maschin, Man hat mir weh getan, Kopf ab und Ein Boot für uns wurden im 2017 veröffentlichten Film Wilde Maus von Josef Hader als Filmmusik verwendet.
Der Song Bungalow wurde 2018 in der zweiten Folge der deutsch-luxemburgischen TV-Serie Bad Banks verwendet. Er ertönt in einer Szene in einem Studentenclub.
Beim Amadeus Austrian Music Award 2017 wurde Bilderbuch in den Kategorien Band des Jahres und Liveact des Jahres ausgezeichnet.

### Digitaler Wandel
Von März bis Mai 2018 spielten Bilderbuch ihre bis dato umfangreichste Tournee. Die „Tour 5000“ führte mit 23 Terminen im gesamten deutschsprachigen Raum durch kleinere Clubs mit einer Kapazität von maximal 1500 Personen, die Band änderte dafür die technische Umsetzung ihrer Musik hin zu einer rein digitalen Produktionsweise. Verstärkertürme verschwanden von der Bühne, Schlagzeuger Philipp Scheibl spielte ein E-Drum-Set, die visuelle Umsetzung erfolgte in Form einer reduzierten Lasershow. Sänger Maurice Ernst und Gitarrist Michael Krammer zeigten sich auch optisch verändert: Ernst hatte seinen wasserstoffblonden Kurzhaarschnitt gegen einen brünetten Scheitel getauscht, Gitarrist Michael Krammer die langen Haare abrasiert und durch Hair-Tattoos ersetzt.
„Was all das mit Musik zu tun hat?“, schrieb die Stadtzeitung Falter anlässlich des Wientermins der Tour 5000. „Mehr, als es auf den ersten Blick scheint: Bilderbuch geht es in ihrer Kunst um stete Veränderung, das Ausloten von Grenzen, um Risiko und eine selbstdefinierte Coolness, in der das vordergründig Depperte zum tatsächlich Geilen wird.“
Ende Mai 2018 brachte das Quartett mit „Eine Nacht in Manila“ den ersten neuen Song seit „Magic Life“ heraus, große Festivalauftritte folgten, unter anderem als Co-Headliner neben den Gorillaz bei Rock am Ring und Rock im Park.
Am 4. Dezember 2018 veröffentlichten Bilderbuch überraschend das neue Album mea culpa, vorerst ausschließlich digital. Es war nur wenige Tage zuvor über die Social-Media-Kanäle der Band angekündigt worden. Zusätzlich stellten Bilderbuch für den 22. Februar 2019 ein zweites neues Album in Aussicht, Vernissage My Heart. Es sollte zugleich mit der Tonträgerversion vom mea culpa erscheinen.
Fünf Tage vor der Veröffentlichung von Vernissage My Heart brachten Bilderbuch den politischen Song Europa 22 heraus, über die Website www.bilderbucheuropa.love wurde dazu ein fiktiver EU-Pass zum Download angeboten. Er geriet zum Social-Media-Hit, wurde innerhalb weniger Tage hunderttausendfach genutzt und selbst von deutschen und österreichischen Politikern gepostet. Vernissage My Heart und mea culpa erreichten zeitgleich Platz eins und zwei der österreichischen Verkaufscharts.
Für die Tournee zu den beiden neuen Alben änderte sich die Bühnenästhetik erneut grundlegend: Das Digitale trat zugunsten des Analogen in den Hintergrund, das dadaistisch-bunte Bühnenbild glich eher einer Theater- denn einer Rockbühne. Für die Tour wurde Bilderbuch durch den Wiener Schlagzeuger und Keyboarder Lukas König zum Quintett erweitert. Er hatte 2015 schon den Rap-Part auf dem Song „Softdrink“ übernommen und Bilderbuch im Rahmen ihrer „Schick Schock“-Tour mit seinem Soloprojekt Kœnig als Supportact begleitet.
Als Höhepunkt der 2019er-Tour spielten Bilderbuch am 24. und 25. Mai 2019 zwei große Open-Air-Konzerte vor dem Schloss Schönbrunn in Wien, die von rund 30.000 Menschen besucht wurden.
Im Juli 2019 veröffentlichten Bilderbuch den neuen Song „Mr. Refrigerator“, er wurde in der BBC-One-Indieshow von Jack Saunders zum „Tune of the Week“ gekürt. Im Oktober folgte eine weitere neue Single, „Kitsch“, sowie die auf 1000 Stück limitierte Vinyl-EP „Mr. Refrigerator“, die bereits am Tag des Erscheinens ausverkauft war.
Am 8. April 2022 wurde das neue Album Gelb ist das Feld veröffentlicht, dem sich eine Tour durch klassische Konzerthäuser wie der Elbphilharmonie in Hamburg und der Berliner Philharmonie anschließt.
Musikalisch kehrten Bilderbuch auf dem Gelb ist das Feld dem Hip Hop mehr und mehr den Rücken und ließen sich nunmehr vom Rock der 70er und 80er mit Künstlern wie Fleetwood Mac oder Tom Petty and the Heartbreakers inspirieren.
Die Songs behalten zwar die für Bilderbuch typischen Vocal-Effekte, beinhalten allerdings mehr Akustische Gitarre und synthetische Klangerzeugung. So sind auf Songs wie For Rent zwölfsaitige Gitarren und auf Dates Synthesizer zu hören. Auch der Bühnenshow der Konzerthaustour wurde ein Retro-Look verpasst. Früher präsente LED-Elemente verschwanden zugunsten von Gitarrenverstärkern von der Bühne, die Band trägt lange Roben und Gitarrist Krammer spielt eine doppelhälsige Gitarre.

## Diskografie

### Alben
| Jahr | Titel Musiklabel                                | Höchstplatzierung, Gesamtwochen, AuszeichnungChartplatzierungen (Jahr, Titel, Musiklabel, Platzierungen, Wochen, Auszeichnungen, Anmerkungen) | Höchstplatzierung, Gesamtwochen, AuszeichnungChartplatzierungen (Jahr, Titel, Musiklabel, Platzierungen, Wochen, Auszeichnungen, Anmerkungen) | Höchstplatzierung, Gesamtwochen, AuszeichnungChartplatzierungen (Jahr, Titel, Musiklabel, Platzierungen, Wochen, Auszeichnungen, Anmerkungen) | Anmerkungen                                               |
| Jahr | Titel Musiklabel                                | AT | DE | CH | Anmerkungen                                               |
| ---- | ----------------------------------------------- | --- | --- | --- | --------------------------------------------------------- |
| 2009 | Nelken & Schillinge Schoenwetter Schallplatten  | — | — | — | Erstveröffentlichung: 28. August 2009                     |
| 2011 | Die Pest im Piemont Schoenwetter Schallplatten  | — | — | — | Erstveröffentlichung: 18. März 2011                       |
| 2015 | Schick Schock Maschin Records (Universal)       | AT1 ×2Doppelplatin · (69 Wo.)AT | DE14 (7 Wo.)DE | CH36 (1 Wo.)CH | Erstveröffentlichung: 27. Februar 2015 Verkäufe: + 30.000 |
| 2017 | Magic Life Maschin Records (Universal)          | AT2 Platin · (28 Wo.)AT | DE8 (7 Wo.)DE | CH22 (3 Wo.)CH | Erstveröffentlichung: 17. Februar 2017 Verkäufe: + 15.000 |
| 2018 | mea culpa Maschin Records (Universal)           | AT2 (13 Wo.)AT | DE17 (1 Wo.)DE | — | Erstveröffentlichung: 4. Dezember 2018                    |
| 2019 | Vernissage My Heart Maschin Records (Universal) | AT1 (16 Wo.)AT | DE11 (2 Wo.)DE | CH59 (1 Wo.)CH | Erstveröffentlichung: 22. Februar 2019                    |
| 2022 | Gelb ist das Feld Maschin Records (Universal)   | AT2 (14 Wo.)AT | DE15 (3 Wo.)DE | CH70 (1 Wo.)CH | Erstveröffentlichung: 8. April 2022                       |

### EPs
- 2010: Bitte, Herr Märtyrer (Erstveröffentlichung: 3. September 2010)[59]
- 2013: Feinste Seide (Erstveröffentlichung: 11. Oktober 2013)
- 2019: Mr. Refrigerator (Erstveröffentlichung: 18. Oktober 2019)[60]
- 2023: Softpower

### Singles
| Jahr | Titel Album                                    | Höchstplatzierung, Gesamtwochen, AuszeichnungChartplatzierungen (Jahr, Titel, Album, Platzierungen, Wochen, Auszeichnungen, Anmerkungen) | Höchstplatzierung, Gesamtwochen, AuszeichnungChartplatzierungen (Jahr, Titel, Album, Platzierungen, Wochen, Auszeichnungen, Anmerkungen) | Höchstplatzierung, Gesamtwochen, AuszeichnungChartplatzierungen (Jahr, Titel, Album, Platzierungen, Wochen, Auszeichnungen, Anmerkungen) | Anmerkungen                                                |
| Jahr | Titel Album                                    | AT | DE | CH | Anmerkungen                                                |
| --- | ---------------------------------------------- | --- | --- | --- | ---------------------------------------------------------- |
| 2013 | Maschin Schick Schock                          | AT56 ×2Doppelplatin · (2 Wo.)AT | DE— GoldDE | — | Erstveröffentlichung: 2013 Verkäufe: + 210.000             |
| 2014 | OM Schick Schock                               | AT72 Gold · (1 Wo.)AT | — | — | Erstveröffentlichung: 28. November 2014 Verkäufe: + 15.000 |
| 2015 | Willkommen im Dschungel Schick Schock          | AT60 (2 Wo.)AT | — | — | Erstveröffentlichung: 2015                                 |
| 2017 | Bungalow Magic Life                            | AT8 ×2Doppelplatin · (23 Wo.)AT | — | — | Erstveröffentlichung: 6. Januar 2017 Verkäufe: + 60.000    |
| 2017 | Baba Magic Life                                | AT— GoldAT | — | — | Erstveröffentlichung: 22. März 2017 Verkäufe: + 15.000     |
| 2018 | eine nacht in manila –                         | AT46 (1 Wo.)AT | — | — | Erstveröffentlichung: 1. Juni 2018                         |
| 2019 | Mr. Refrigerator –                             | AT67 (1 Wo.)AT | — | — | Erstveröffentlichung: 26. Juli 2019                        |
| 2021 | Nahuel Huapi / Daydrinking Gelb ist das Feld   | AT30 Gold · (1 Wo.)AT | — | — | Erstveröffentlichung: 19. März 2021 Verkäufe: + 15.000     |
| 2021 | Daydrinking Gelb ist das Feld                  | AT72 (1 Wo.)AT | — | — | Erstveröffentlichung: 19. März 2021                        |
| 2022 | Schwarzes Karma / Ab und Auf Gelb ist das Feld | — | — | — | Erstveröffentlichung: 25. Februar 2022                     |
| 2022 | I’m Not Gonna Lie Gelb ist das Feld            | — | — | — | Erstveröffentlichung: 11. März 2022                        |
| 2022 | Baby, dass du es weißt Gelb ist das Feld       | — | — | — | Erstveröffentlichung: 25. März 2022                        |
| Folgende Lieder erschienen nicht als Single, wurden aber durch das Album zum Download und Streaming bereitgestellt und konnten somit eine Platzierung erlangen: |                                                | | | |                                                            |
| |                                                | | | |                                                            |
| 2023 | Im Loop Insomnia                               | AT63 (1 Wo.)AT | DE35 (1 Wo.)DE | — | Charteinstieg: 24. März 2023 Trettmann feat. Bilderbuch    |

Weitere Singles
- 2009: Calypso
- 2010: Kopf ab
- 2010: Bitte, Herr Märtyrer
- 2011: Karibische Träume
- 2011: Die Kirschen waren toll
- 2012: Ein Boot für uns
- 2013: Plansch
- 2014: Feinste Seide
- 2014: Spliff
- 2015: Softdrink
- 2016: Sweetlove
- 2016: I ♥ Stress
- 2016: Erzähl deinen Mädels ich bin wieder in der Stadt
- 2018: Checkpoint (Nie Game Over) (AT: Gold)
- 2018: Sandwishes
- 2019: LED Go
- 2019: Europa 22
- 2019: Frisbeee
- 2019: Kitsch
- 2021: Zwischen deiner und meiner Welt
- 2022: Golden Retriever
- 2023: Softpower
- 2023: Bluezone

## Auszeichnungen
- Amadeus-Verleihung 2020 – Auszeichnung in den Kategorien Live Act des Jahres und Pop / Rock[61]